# Henry Thomas Colebrooke

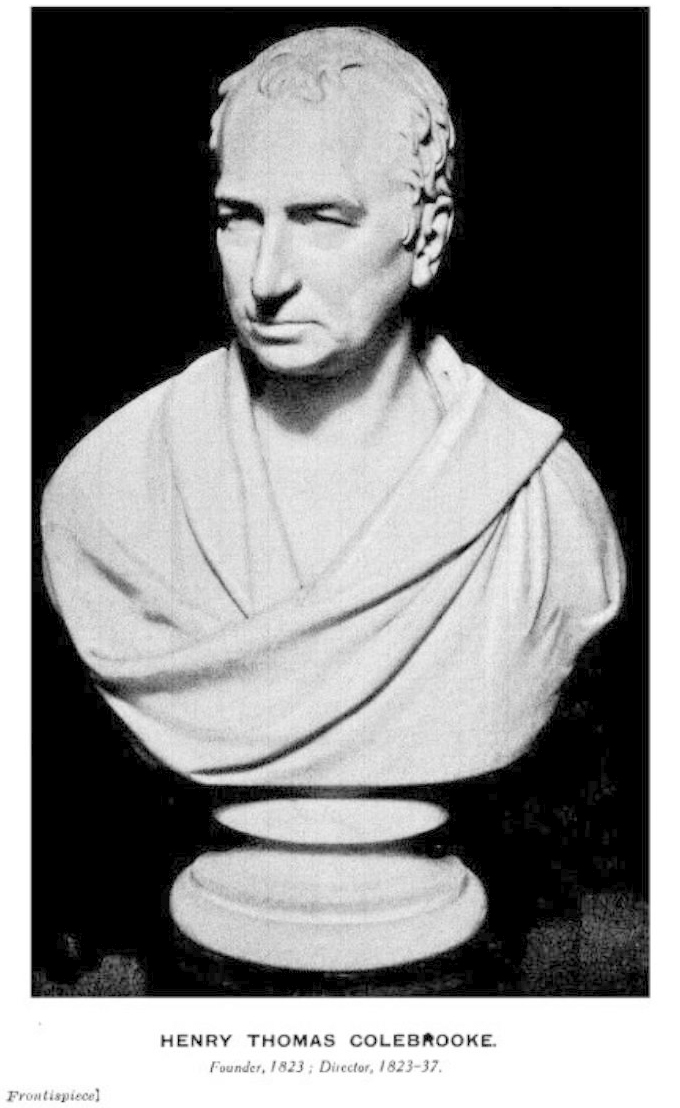
Henry Thomas Colebrooke.

Henry Thomas Colebrooke, född 15 juni 1765, död 10 mars 1837, var en brittisk filolog och president i "Kungliga asiatiska sällskapet i Storbritannien och Irland". 
Colebrooke kom tidigt till Indien, var först domare i Mirzapur och sedan brittiskt sändebud vid hovet i Berar. År 1816 återvände han till London. Han var en grundlig kännare av sanskritspråket och den fornindiska litteraturen, på vilka områden han offentliggjorde värdefulla avhandlingar, samlade i Miscellaneous essays (1837). 
Egentligen var han den förste, som bearbetade den indiska litteraturen med strängt filologisk metod; med genomträngande skarpsinne och utomordentlig grundlighet verkade han rent av som banbrytare för den indiska filologin och språkvetenskapen. Han utarbetade (på grundvalen av Panini) en högst värdefull sanskritgrammatik (1805), deltog i utgivandet av sanskritverk som "Hitopadecha" (1803-1804), indiska lexika (1807-1808), Panini (1810). 
Han studerade indisk rätt, filosofi och matematik och förmedlade sålunda kännedomen om de allra svårtillgängligaste partier av den indiska litteraturen. Han var också den förste, som lämnade sakkunniga meddelanden om vedalitteraturen (1805). Colebrooke var inte bara banbrytare, utan en av de största sanskritlärda, som funnits.
Auktorsnamnet Colebr. kan användas för Henry Thomas Colebrooke i samband med ett vetenskapligt namn inom botaniken; se Wikipediaartiklar som länkar till auktorsnamnet.